# Замок Дубовац
Замок Дубовац (хорв. Utvrđeni grad Dubovac) — одна з найдавніших архітектурних пам'яток в Карловаці. Відомий завдяки своїй багатій історії та є свого роду хранителем історичної пам'яті хорватського народу.
Замок Дубовац отримав свою назву на честь колишнього дубового лісу, яким він з давніх часів був оточений. Цікаво, що замок Дубовац набагато старіший за саме місто Карловаць. Коли Карловаць почав будуватися, Дубовац вже тривалий час височів над горою. У середньовіччі Дубовац розвивався як село з фортецею, що знаходиться на перетині найважливіших для свого часу річок і доріг. Перша згадка про місто зустрічається в 1339 році, коли в Дубовац приїжджає священик. Є також згадки про торговельні та комерційні підприємства, а також про руйнівне турецьке нашестя 1578 року. Ця навала практично спустошило Дубовац, біженці знайшли притулок на території швидко побудованого поселення Карловаць. Від їхнього міста зберігся лише замок.

## Реконструкції
Остання реконструкція замку була проведена в 1961 році, в тому числі з ініціативи хорватського інституту управління ім. Грета Юрич, який і зайняв його приміщення. А з 1965 по 2007 замок був відданий Міському музею і у всіх його приміщеннях були розміщені експозиції, присвячені історії міста. Навіть в оглядових вежах було відкрито виставку «Про Купе і Корані».
Для реконструкції замку в XX столітті використовувалися дуже важливі записи військових інженерів з Крей, зроблені в 1777 році. У цих документах описана структура замку і матеріали, які використовувалися при будівництві. Також там детально описувалися кутові вежі, двоповерхові вежі.

## Власники замку
Власниками замку в різний час були аристократичні родини: Зудар (1387—1426), Франкопан (1442—1550) і Зринські (1550—1578), потім замок відійшов командуванню армії в Карловаці (1678—1810).
У 1837 р. новий власник граф Лаваль Нуген перебудував замок у дусі романтизму.

## Галерея

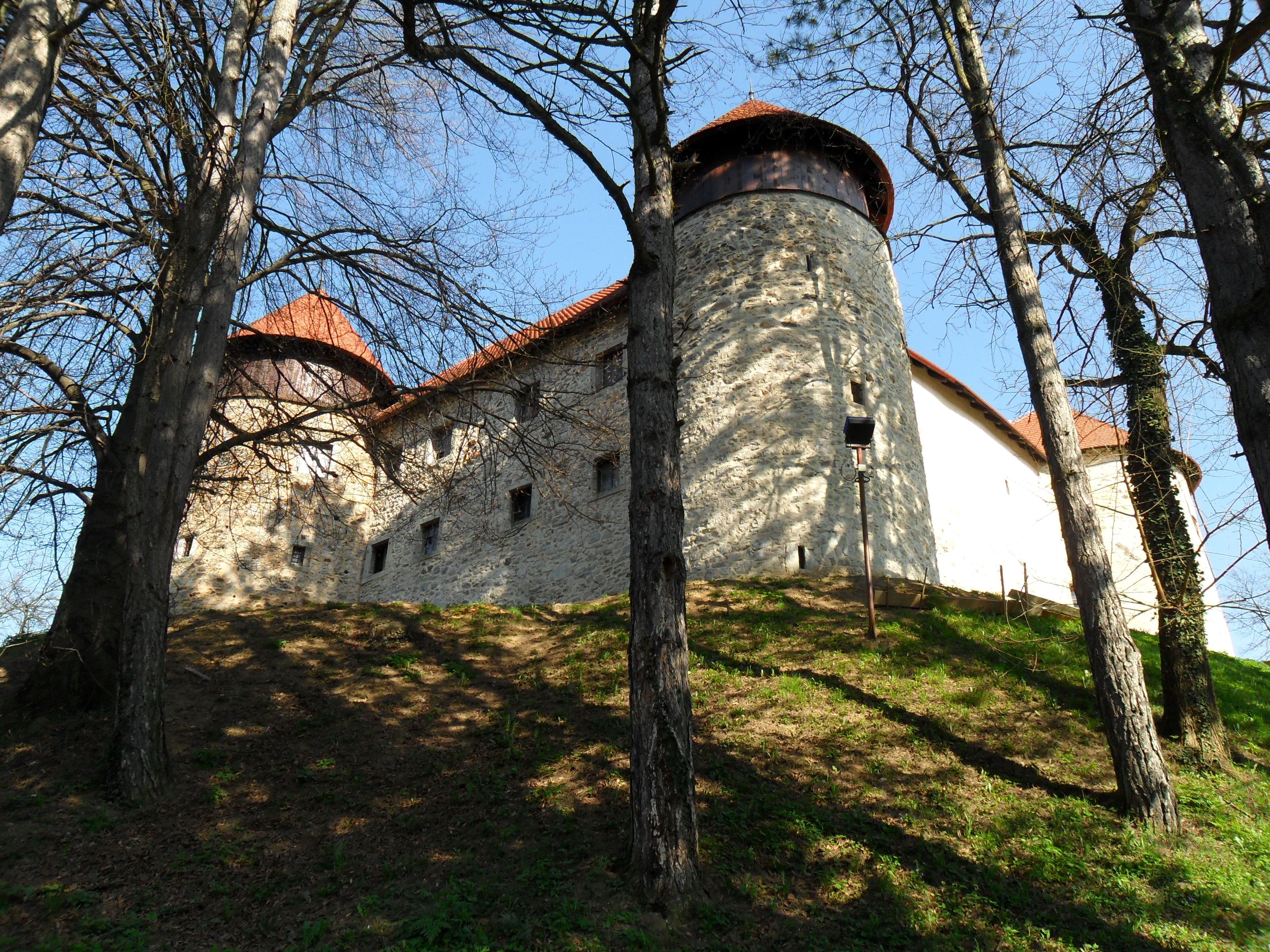
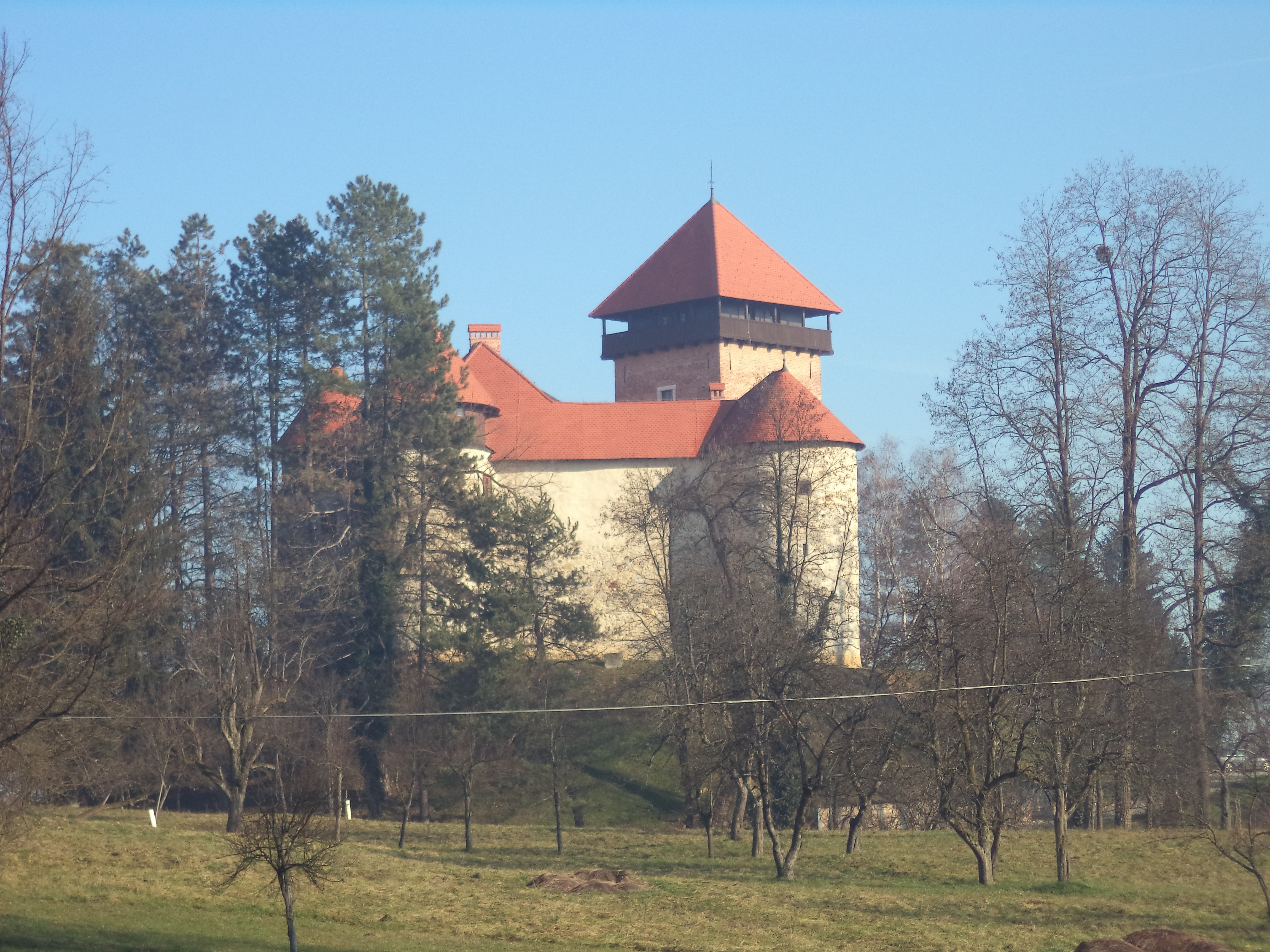
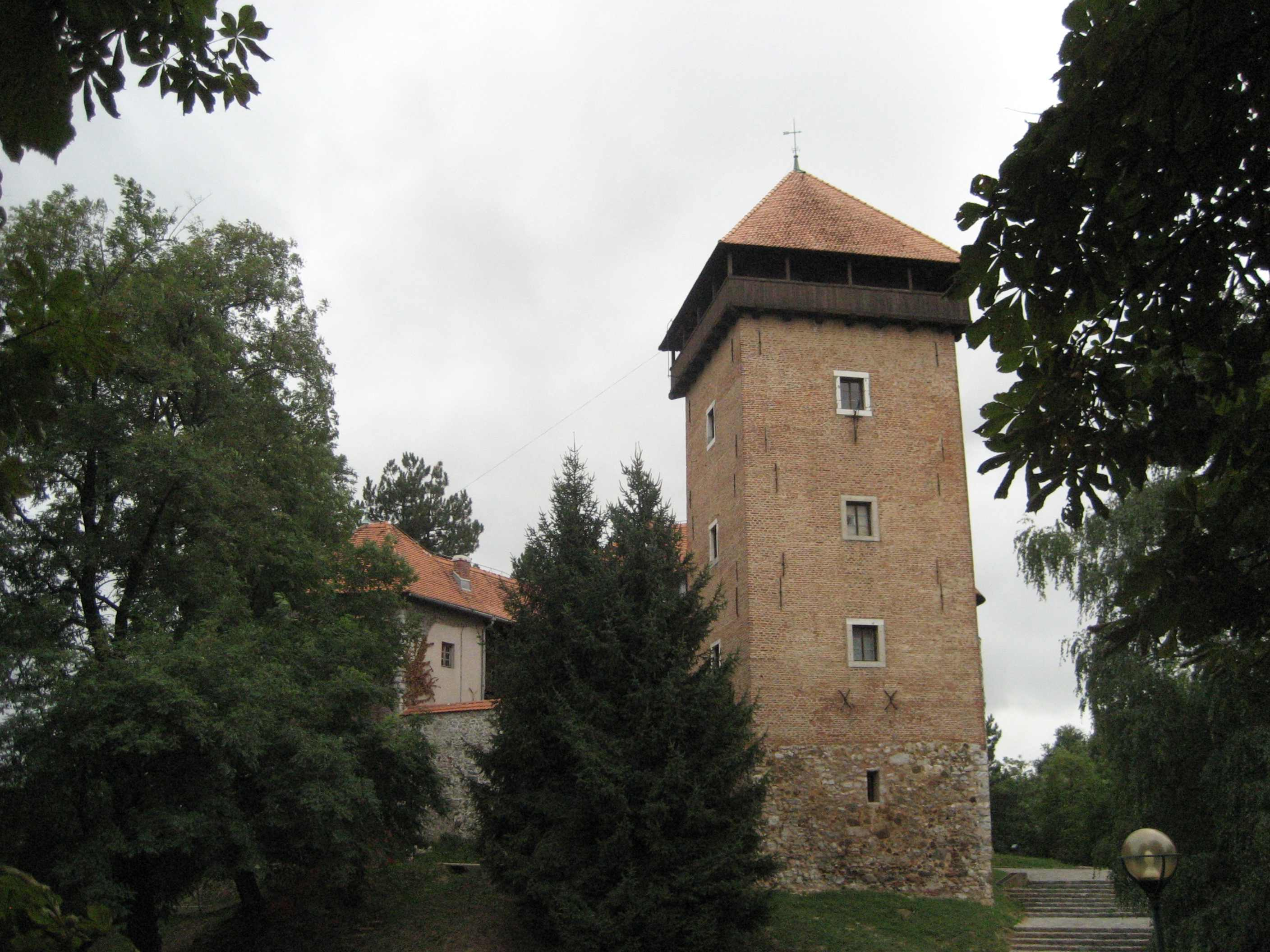